# Matt Dolan
Matthew John "Matt" Dolan, född 12 januari 1965, är en amerikansk advokat och politiker.

## Biografi
Dolan avlade en examen vid Boston University och en juristexamen vid Case Western Reserve University School of Law. Efter det arbetade han som assisterande åklagare med chefsansvar för Geauga County i Ohio och assisterande justitieminister för delstaten, innan han blev delägare i advokatbyrån Thrasher, Dinsmore & Dolan, som sin far Larry Dolan delgrundade. 2000 köpte Dolan tillsammans med fadern, brodern Paul Dolan och farbrodern Charles Dolan basebollorganisationen Cleveland Indians i Major League Baseball (MLB) från bröderna Richard och David Jacobs för $320 miljoner. 2004 blev han invald att representera det 98:e distriktet som ledamot av Ohios representanthus, han satt där fram till 2010 när han valde att hoppa av i syfte att försöka bli vald till County Executive (högste befattningshavaren i ett county) för Cuyahoga County, något han misslyckades med. Han började istället arbeta för Cleveland Indians och där han hade ansvar för budgetar och drev deras egna välgörenhetsfond. 2016 ställde han upp i Ohios senatsval för det 24:e distriktet och fick 58% av rösterna mot demokraten Emily Hagan och svors in den 3 januari 2017.
Han är kusin till James L. Dolan, som kontrollerar bland annat inomhusarenan Madison Square Garden och sportorganisationerna New York Knicks (NBA) och New York Rangers (NHL).